# جان مک‌کللند
جان مک‌کللند (انگلیسی: John McClelland؛ زادهٔ ۷ دسامبر ۱۹۵۵) بازیکن و مربی فوتبال اهل ایرلند شمالی بود.
از باشگاه‌هایی که در آن بازی کرده‌است می‌توان به باشگاه فوتبال یئوویل تاون، باشگاه فوتبال سنت جانستون، باشگاه فوتبال منزفیلد تاون، باشگاه فوتبال لیدز یونایتد، باشگاه فوتبال رنجرز، باشگاه فوتبال واتفورد، باشگاه فوتبال کاردیف سیتی، باشگاه فوتبال نوتس کانتی، باشگاه فوتبال وایکام واندررز، و باشگاه فوتبال دارلینگتون اشاره کرد.
وی همچنین در تیم ملی فوتبال ایرلند شمالی بازی کرده‌است.